# Ammiraglio delle Fiandre
Ammiraglio delle Fiandre (1383–1483) e ammiraglio dei Paesi Bassi (1485–1573) fu un titolo medievale dei Paesi Bassi per il comandante della flotta da guerra.
Il titolo di admiral (dall'arabo emir-al-bahr), per i comandanti di navi militari che proteggevano i convogli commerciali dalla pirateria, già esisteva in diverse parti dei Paesi Bassi, ma venne reso un grado permanente nelle fiandre nel 1383 da Luigi II delle Fiandre.
Quando i borgognoni ottennero il controllo dei Paesi Bassi, crearono la posizione permanente di ammiraglio anche per il resto dei Paesi bassi borgognoni nel 1446. 
Dopo la fallita rivolta fiamminga contro Massimiliano d'Austria (1482–1485), entrambe le posizioni vennero unite e Filippo di Kleve-Ravenstein venne nominato primo ammiraglio dei Paesi Bassi.
Con l'inizio della rivolta olandese nel 1568 e la sconfitta e l'imprigionamento dell'ultimo ammiraglio Maximilien de Hénin-Liétard nella battaglia dello Zuiderzee contro i ribelli, la posizione venne abolita.